# Haigiopagurus diegensis
Haigiopagurus diegensis is een tienpotigensoort uit de familie van de Paguridae. De wetenschappelijke naam van de soort is voor het eerst geldig gepubliceerd in 1969 door Scanland & Hopkins.